# San Antonio, Metlatónoc
San Antonio är en ort i Mexiko.   Den ligger i kommunen Metlatónoc och delstaten Guerrero, i den sydöstra delen av landet, 250 km söder om huvudstaden Mexico City. San Antonio ligger 2 271 meter över havet och antalet invånare är 177.
Terrängen runt San Antonio är huvudsakligen kuperad, men söderut är den bergig. Runt San Antonio är det ganska glesbefolkat, med 43 invånare per kvadratkilometer. Närmaste större samhälle är Malinaltepec, 16,3 km väster om San Antonio. I omgivningarna runt San Antonio växer huvudsakligen savannskog.